# بعثية جديدة

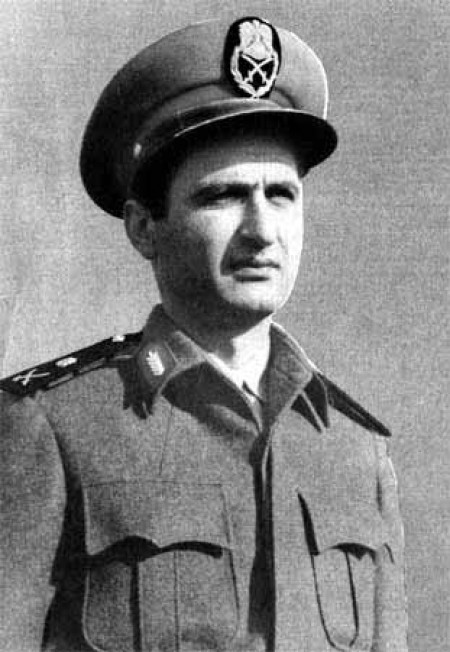
الجنرال السوري صلاح جديد الذي نفذ انقلاب في عام 1966 أوصل البعثيين الجدد إلى السلطة.

علم الجمهورية العربية المتحدة الذي أُعيد اعتماده من قبل سوريا البعثية من عام 1980 إلى عام 2024، عادةً ما يستخدم لتمثيل البعثية الجديدة. يستخدم هذا العلم كرمز من قبل الموالين للنظام المخلوع.

البعثية الجديدة هي نموذج يساري متطرف للبعثية التي أصبحت أيديولوجيا الدولة في سوريا البعثية بعد المؤتمر الوطني السادس لحزب البعث العربي الاشتراكي في سبتمبر 1963. نتيجة للانقلاب السوري عام 1966 الذي أطلقته اللجنة العسكرية البعثية الجديدة بقيادة صلاح جديد وحافظ الأسد، تم تحويل الفرع الإقليمي السوري لحزب البعث إلى منظمة عسكرية أصبحت مستقلة تمامًا عن القيادة القومية لحزب البعث الأصلي.
وقد وصِفت البعثية الجديدة باعتبارها تباين من البعثية الأصلية التي تجاوزت أساسها الأيديولوجي من الوحدة العربية عبر التأكيد على سابقة الجيش وتطهير القيادة البعثية الكلاسيكية من الحرس القديم، بما في ذلك ميشيل عفلق وصلاح الدين البيطار.  النظام البعثي الجديد اليساري المتطرف في سوريا، الذي تأثرت به العديد من المدارس الأيديولوجية الماركسية، دعم عقائد يسارية متطرفة مثل الاشتراكية الثورية وتخلى عن الوحدة العربية، وسعى إلى تعزيز العلاقات مع الاتحاد السوفيتي ودخل في صراع مع القوميين العرب مثل الناصريين والبعثيين العراقيين، وخاصة الصداميين الذين حافظوا على منافسة مُرَّة معهم. منذ سيطرتهم على السلطة في الجمهورية العربية السورية نتيجة للانقلاب السوري عام 1963، قام الضباط البعثيون الجدد بتطهير النخبة المدنية التقليدية لإنشاء دكتاتورية عسكرية تعمل على خطوط شمولية.
ترتبط البعثية الجديدة بالأسدية بشكل رئيسي، استنادًا إلى سياسات حكومات حافظ الأسد وابنه بشار الأسد المتتالية. كان هذا النظام مميزًا إلى حد كبير بالمحاباة والطائفية حيث أدى استيلاء حافظ الأسد على السلطة في الانقلاب السوري عام 1970 إلى تعزيز هيمنة الأقلية العلوية في الجيش وقوات الأمن. مثلت دعاية الدولة الأسدية كتيار بعثي جديد طوَّر الأيديولوجيا البعثية مع احتياجات العصر الحديث. تم انتقاد البعثية الجديدة من قبل مؤسس الأيديولوجية البعثيّة، ميشيل عفلق، لانحرافها عن المبادئ الأصلية للبعثية.
أدت سلسلة من الهجمات الثورية التي أطلقتها قيادة العمليات العسكرية والميليشيات المتحالفة في أواخر عام 2024 إلى انهيار نظام الأسد في ديسمبر عام 2024. منذ ذلك الحين، شارك فلول الجهاز العسكري البعثي الموالين لعائلة الأسد في اشتباكات عنيفة عبر معاقل العلويين في اللاذقية وطرطوس وأجزاء من غرب سوريا. 